# Lucie Havlíčková
Lucie Havlíčková (ur. 13 marca 2005 w Pradze) – czeska tenisistka, zwyciężczyni juniorskich French Open w singlu i deblu oraz US Open w deblu dziewcząt w 2022 roku.

## Kariera tenisowa
W karierze wygrała jeden turniej singlowy i jeden deblowy rangi ITF. 17 lipca 2023 zajmowała najwyższe miejsce w rankingu singlowym WTA Tour – 196. pozycję, natomiast 22 maja 2023 osiągnęła najwyższą lokatę w deblu – 336. miejsce.
Jako juniorka wygrała trzy turnieje wielkoszlemowe: French Open 2022 w grze pojedynczej i grze podwójnej, a także US Open 2022 w grze podwójnej. Podczas nowojorskich zawodów osiągnęła również finał w grze pojedynczej. 12 września 2022 została sklasyfikowana jako liderka rankingu juniorskiego ITF. Po zakończeniu tego sezonu otrzymała tytuł juniorskiej mistrzyni świata ITF.

## Finały turniejów WTA
| Legenda                   | Legenda |
| ------------------------- | ------- |
| Wielki Szlem              |         |
| Igrzyska olimpijskie      |         |
| WTA Tour Championships    |         |
| od 2021                   |         |
| WTA 1000 (obowiązkowe)    |         |
| WTA 1000 (nieobowiązkowe) |         |
| WTA 500                   |         |
| WTA 250                   |         |
| WTA 125                   |         |

### Gra podwójna 1 (0–1)
| Końcowy wynik | Nr | Data          | Turniej | Nawierzchnia | Partnerka    | Przeciwniczki                   | Wynik finału   |
| ------------- | -- | ------------- | ------- | ------------ | ------------ | ------------------------------- | -------------- |
| Finalistka    | 1. | 26 lipca 2025 | Praga   | Ceglana      | Laura Samson | Nadija Kiczenok Makoto Ninomiya | 6:1, 4:6, 7–10 |

## Finały turniejów ITF
| turnieje z pulą nagród 100 000 $ (W100)  |
| turnieje z pulą nagród 80 000 $ (W80)    |
| turnieje z pulą nagród 60 000 $ (W75)    |
| turnieje z pulą nagród 40 000 $ (W50)    |
| turnieje z pulą nagród 25/30 000 $ (W35) |
| turnieje z pulą nagród 15 000 $ (W15)    |

### Gra pojedyncza 6 (2–4)
| Rezultat     |    | Data       | Turniej  | ($)    | Naw.          | Przeciwniczka       | Wynik            |
| Finalistka   | 1. | 30/10/2022 | Trnawa   | 25 000 | Twarda (hala) | Wiera Łapko         | 4:6, 7:6(1), 2:6 |
| Zwyciężczyni | 1. | 12/03/2023 | Trnawa   | 60 000 | Twarda (hala) | Océane Dodin        | 3:6, 7:6(4), 7:5 |
| Finalistka   | 2. | 28/05/2023 | Grado    | 60 000 | Ceglana       | Julija Hatouka      | 6:2, 3:6, 1:6    |
| Finalistka   | 3. | 14/04/2024 | Pula     | 25 000 | Ceglana       | Anastasija Sobolewa | 5:7, 3:6         |
| Finalistka   | 4. | 21/04/2024 | Pula     | 25 000 | Ceglana       | Ayla Aksu           | walkower         |
| Zwyciężczyni | 2. | 06/07/2025 | Mogyoród | 15 000 | Ceglana       | Katerina Tsygourova | 6:2, 7:5         |

### Gra podwójna 4 (1–3)
| Rezultat     |    | Data       | Turniej           | ($)    | Naw.            | Partnerka           | Przeciwniczki                       | Wynik           |
| Finalistka   | 1. | 10/04/2021 | Antalya           | 15 000 | Ceglana         | Miriam Kolodziejová | Lee So-ra Misaki Matsuda            | 2:6, 3:6        |
| Finalistka   | 2. | 04/12/2021 | Jablonec nad Nysą | 25 000 | Dywanowa (hala) | Linda Klimovičová   | Maja Chwalińska Katherine Sebov     | 5:7, 4:6        |
| Zwyciężczyni | 1. | 14/01/2023 | Tallinn           | 40 000 | Twarda (hala)   | Dominika Šalková    | Deborah Chiesa Lisa Pigato          | 7:5, 4:6, 13–11 |
| Finalistka   | 3. | 30/03/2024 | Pula              | 25 000 | Ceglana         | Lola Radivojević    | Sapfo Sakelaridi Aurora Zantedeschi | 4:6, 2:6        |

## Finały wielkoszlemowych turniejów juniorskich

### Gra pojedyncza (2)
| Końcowy wynik | Rok  | Turniej     | Nawierzchnia | Przeciwniczka  | Wynik finału |
| Zwyciężczyni  | 2022 | French Open | Ceglana      | Solana Sierra  | 6:3, 6:3     |
| Finalistka    | 2022 | US Open     | Twarda       | Alexandra Eala | 2:6, 4:6     |

### Gra podwójna (2)
| Końcowy wynik | Rok  | Turniej     | Nawierzchnia | Partnerka      | Przeciwniczki                 | Wynik finału |
| Zwyciężczyni  | 2022 | French Open | Ceglana      | Sára Bejlek    | Nikola Bartůňková Céline Naef | 6:3, 6:3     |
| Zwyciężczyni  | 2022 | US Open     | Twarda       | Diana Sznajder | Carolina Kuhl Ella Seidel     | 6:3, 6:2     |